# Achille Louis Foville
Achille Louis François Foville (ur. 1799 w Pontoise, zm. 22 czerwca 1878 w Tuluzie) – francuski lekarz neurolog, neuroanatom, psychiatra.

## Życiorys
Jego nauczycielami byli Léon Louis Rostan i Jean-Étienne Dominique Esquirol. W 1824 otrzymał doktora nauk medycznych. Od 1825 praktykował w szpitalu psychiatrycznym Saint-Yon w Rouen. Od 1840 profesor w Charenton.
Jego synem był psychiatra Achille-Louis-François Foville (1831-1887).